# Fred Walton
Fred Walton é um diretor de cinema dos Estados Unidos. Dirigiu alguns filmes famosos, principalmente de suspense/horror diretamente para a televisão, como Mensageiro da Morte, A Noite das Brincadeiras Mortais, I Saw What You Did, The Rosary Murders e  Trapped (1989).

## Filmografia

### Direção
- Os Maridos de Stepford (1996, TV);
- O Perigo Mora ao Lado (1995, TV);
- Morte no Ar (1994, TV);
- Um Estranho a Minha Porta (1993, TV);
- Coração de Metal (1992, TV)
- Plano de Ataque (1992, TV)
- Murder in Paradise (1990, TV)
- Trapped (1989) (1989, TV)
- Eu Vi o Que Você Fez… E Eu Sei Quem Você é!  (1988, TV);
- Hadley's Rebellion (1987);
- O Mistério do Rosário Negro (1987);
- Miami Vice (1 episdódio-1986)
- A Noite das Brincadeiras Mortais (1986)
- Alfred Hitchcock Presents (1 episódio-1985)
- Mensageiro da Morte (1979)